# Sphinx formosana
Sphinx formosana là một loài bướm đêm thuộc họ Sphingidae. Nó sinh sống ở vùng núi bắc trung bộ Đài Loan.